# Sphaerocoryne gracilis
Sphaerocoryne gracilis (Engl. & Diels) Verdc. – gatunek rośliny z rodziny flaszowcowatych (Annonaceae Juss.). Występuje naturalnie w Angoli, Demokratycznej Republice Konga, Zambii, Zimbabwe, Malawi, Mozambiku, Tanzanii oraz Kenii. 

## Morfologia
PokrójZimozielone małe drzewo, krzew lub zdrewniałe liany. Dorasta do 3–12 m wysokości. Młode pędy są owłosione.
LiścieMają kształt od eliptycznego do podłużnego. Mierzą 5–12 cm długości oraz 2–5 cm szerokości. Nasada liścia jest klinowa. Blaszka liściowa jest o wierzchołku od tępego do spiczastego. Ogonek liściowy jest nagi i dorasta do 3–7 mm długości.
KwiatySą pojedyncze lub zebrane w pary, rozwijają się w kątach pędów. Działki kielicha mają owalnie trójkątny kształt, są owłosione od zewnętrznej strony i dorastają do 1–2 mm długości. Płatki mają kształt od owalnego do eliptycznego i jasnożółtą lub zieloną barwę, są owłosione, osiągają do 5–14 mm długości. Kwiaty mają 8–30 czerwonych owocolistków o cylindrycznym kształcie i długości 2 mm.
OwocePojedyncze mają kształt od elipsoidalnego do cylindrycznego, zebrane po 2–19 w owoc zbiorowy. Są osadzone na szypułkach. Osiągają 10–30 mm długości i 6–10 mm szerokości. Mają czerwoną barwę.

## Biologia i ekologia
Rośnie w wiecznie zielonych suchych lasach oraz zaroślach. Występuje na wysokości do 1300 m n.p.m.

## Zmienność
W obrębie tego gatunku oprócz podgatunku nominatywnego wyróżniono jeden podgatunek:
- Sphaerocoryne gracilis subsp. engleriana (Exell & Mendonça) Verdc.